# Індустріальні робітники світу
Індустріальні робітники світу (ІРС; англ. Industrial Workers of the World, IWW; також відомі як Wobblies, вобблі) — міжнародна робітнича організація, відома своїм радикалізмом. Заснована 1905 року в Чикаго на з'їзді двохсот соціалістів, анархістів, марксистів та радикальних профспілкових активістів з усієї території США. Філософія і тактика ІРС описуються як «революційний промисловий юніонізм».
На піку своєї масовості в серпні 1917 року ІРС мала понад 150 000 членів, з активними відділеннями в США, Канаді та Австралії. Висока плинність кадрів у цей період ускладнює для істориків визначення членства, оскільки робітники часто масово приєднувалися до ІРС на короткий період, зокрема протягом страйків.
Через низку чинників членство різко скоротилося наприкінці 1910-х та 1920-х років. Серед них конфлікти з іншими робітничими об'єднаннями, зокрема Американською федерацією праці, яка вважала ІРС надто радикальними. А також урядові репресії проти радикальних, анархістських та соціалістичних груп під час Першої червоної паніки. В Канаді федеральний уряд оголосив ІРС поза законом. Втім, вирішальним чинником падіння масовості та впливу ІРС, напевно, був розкол організації в 1924 році
ІРС пропагували ідею «Один великий союз» і стверджували, що всі робітники мають бути об'єднані як соціальний клас, щоб знищити капіталізм і найману працю. Вони відомі тим, що виступали за демократію на робочому місці та інші форми самоврядування. Членство в ІРС не передбачало роботи на одному робочому місці та не виключало участі в іншій профспілці.
Походження назви «вобблі» точно невідоме.

## В Україні
Під час революції 1917 року на Донбасі діяло робітниче об'єднання «Індустріальний союз вуглекопів» на платформі Індустріальних робітників світу, до якого належало понад 30 тис. шахтарів. Одним із лідерів об'єднання був анархіст  Микола Коняєв, який був членом ІРС в еміграції, а після початку революції повернувся додому.